# Маріамджварі
Маріамджварі (груз. მარიამჯვარი) — село в Грузії.
За даними перепису населення 2014 року в селі проживає 9 особа.